# Phyllotreta ogloblini
Phyllotreta ogloblini is een keversoort uit de familie bladkevers (Chrysomelidae). De wetenschappelijke naam van de soort werd in 1960 gepubliceerd door Shapiro.